# Baza lotnicza Iwanowo-Siewiernyj

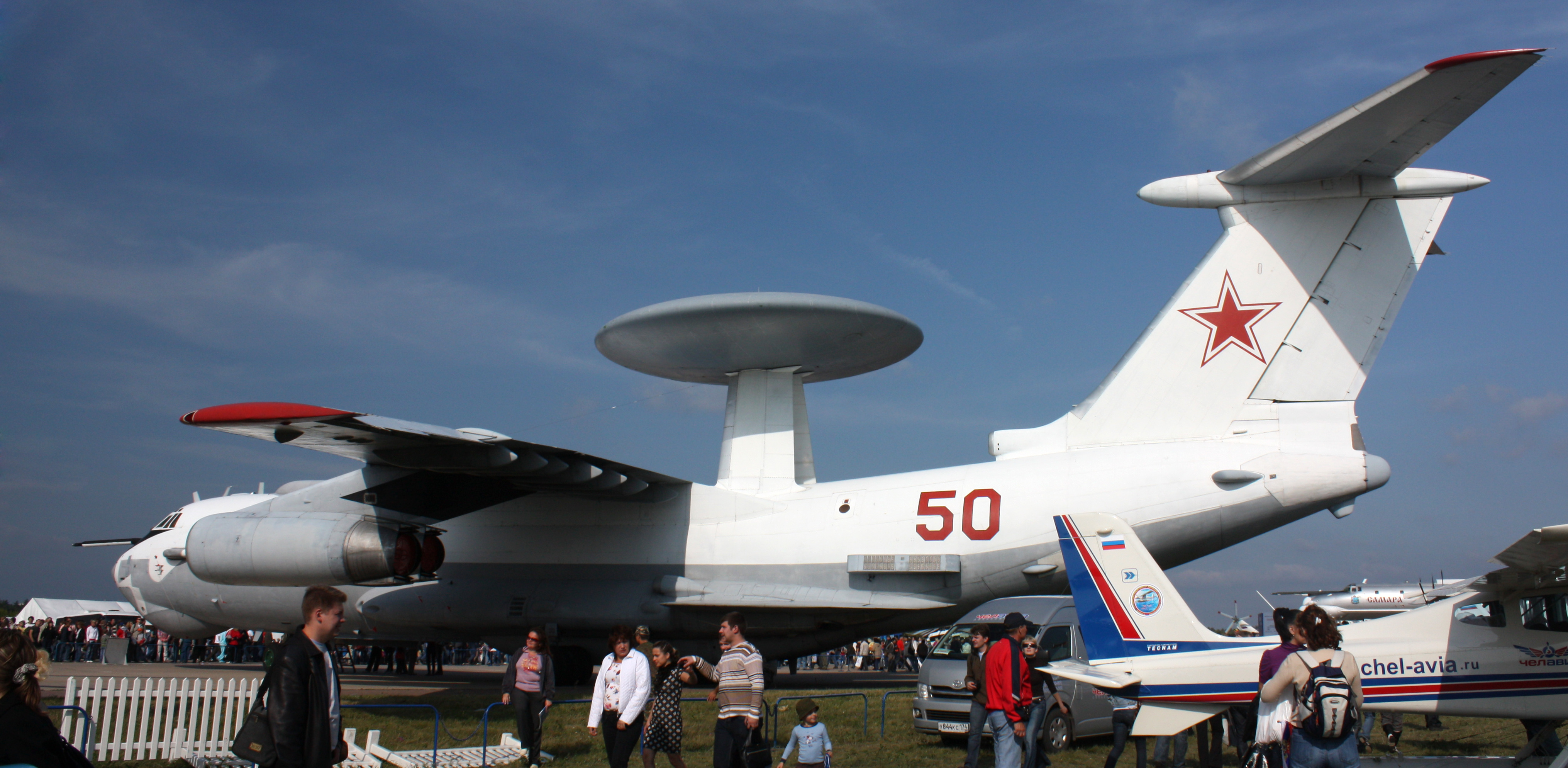
Rosyjski samolot wczesnego ostrzegania i dowodzenia Berijew A-50 numer boczny 50, stacjonujący w bazie lotniczej Iwanowo-Siewiernyj

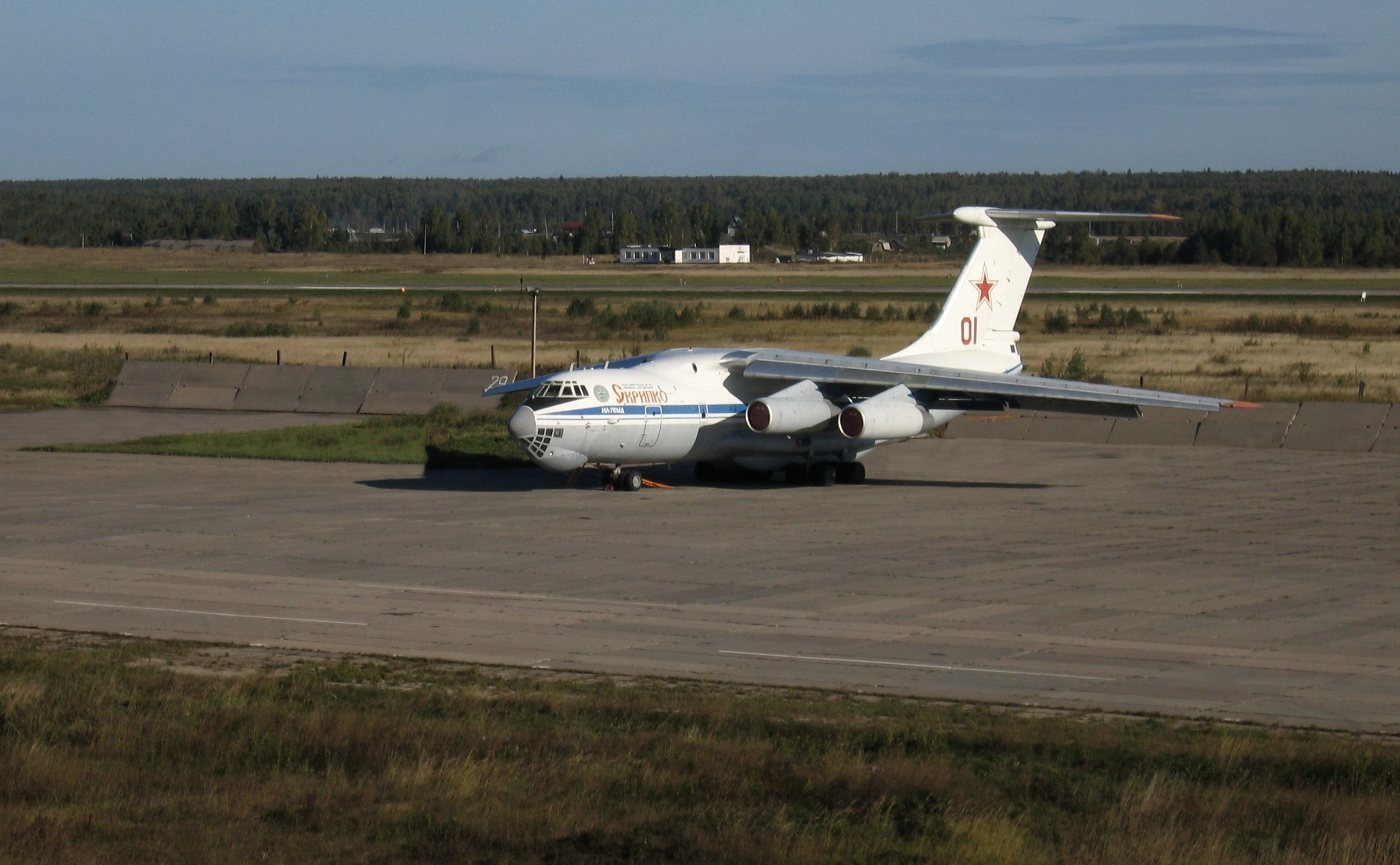
Rosyjski wojskowy samolot transportowy Ił-76MD nr boczny 01 o imieniu „Marszałek lotnictwa Skripko” (od nazwiska Nikołaja Skripko (1902–1987), marszałka lotnictwa ZSRR), znajdujący się na stanie 610 Centrum Szkolenia Bojowego oraz Przeszkalania Personelu Latającego Wojskowego Lotnictwa Transportowego w bazie lotniczej Iwanowo-Siewiernyj

Baza lotnicza Iwanowo-Siewiernyj (Iwanowo-Północ, ros. Иваново-Северный) – baza lotnicza Sił Powietrznych Federacji Rosyjskiej, położona około 6 km na północ od Iwanowa w Rosji na terytorium Moskiewskiego Okręgu Wojskowego.

## Historia
Baza, powstała w 1935 roku i rozbudowana w 1965 roku, jest wyposażona w betonowy pas startowy o długości 2300 m. Do 1998 roku w bazie Iwanowo-Siewiernyj stacjonował 81 Pułk Wojskowego Lotnictwa Transportowego (ros. 81-й военно-транспортный авиационный полк), wyposażony w samoloty Ił-76, An-12 i An-22. Po rozformowaniu pułku w 1998 roku w bazie zaczął stacjonować 144 Pułk Radiolokacyjnego Wykrywania i Kierowania Dalekiego Zasięgu (ros. 144-й полк дальнего радио-локационного обнаружения и целеуказания), wyposażony w samoloty wczesnego ostrzegania i dowodzenia Berijew A-50, przekształcony w 2457 Bazę Wykorzystania Bojowego Samolotów Wykrywania Radiolokacyjnego Dalekiego Zasięgu (ros. 2457-я авиабаза боевого применения самолетов дальнего радиолокационного обнаружения), wyposażoną w samoloty Berijew A-50 oraz Berijew A-50M. W 2009 roku 2457 Bazę Wykorzystania Bojowego Samolotów Wykrywania Radiolokacyjnego Dalekiego Zasięgu włączono do składu wojskowego lotnictwa transportowego. W bazie lotniczej Iwanowo-Siewiernyj stacjonują wszystkie wykorzystywane operacyjnie samoloty Berijew A-50 należące do rosyjskich Sił Powietrznych.
Od 1974 roku w bazie Iwanowo-Siewiernyj znajduje się 610 Centrum Szkolenia Bojowego oraz Przeszkalania Personelu Latającego Wojskowego Lotnictwa Transportowego im. Marszałka Lotnictwa N. S. Skripko (ros. 610-й центр боевого применения и переучивания летного состава военно-транспортной авиации имени маршала авиации Н.С. Скрипко). W okresie istnienia ZSRR 610 Centrum szkoliło pilotów radzieckich i zagranicznych – z Czechosłowacji, Syrii, Libii, Gwinei, Etiopii i Iraku. Pierwszym komendantem 610 Centrum, w latach 1974–1977, był pułkownik (później generał major) Nikołaj Siergiejewicz Morgis; w 2010 roku komendantem 610 Centrum był pułkownik gwardii Nikołaj Jewgienjewicz Krasnokutski.
Na terenie bazy stacjonuje eskadra szkoleniowa wojskowego lotnictwa transportowego (ros. Инструкторская военно-транспортная авиаэскадрилья), wyposażona w samoloty transportowe Ił-76. W latach 2008–2009 610 Centrum Szkolenia Bojowego oraz Przeszkalania Personelu Latającego oraz eskadra szkoleniowa wojskowego lotnictwa transportowego podlegały 61 Armii Lotnictwa Transportowego Naczelnego Dowództwa (ros. 61-я воздушная армия Верховного главнокомандования (Военно-транспортная авиация)), dowodzonej przez gen. Wiktora Kaczałkina, ze sztabem w Moskwie, przekształconej w 2009 roku w Dowództwo Wojskowego Lotnictwa Transportowego (ros. Командование Военно-транспортной Авиации).

### Katastrofy i incydenty lotnicze
28 października 1970 roku na lotnisku doszło do katastrofy wojskowego samolotu transportowego An-12, który próbować odejść na drugi krąg przy złej pogodzie; w katastrofie zginęła załoga samolotu.
16 listopada 1982 roku po starcie z bazy rozbił się samolot An-12 należący do 610 Centrum Szkolenia Bojowego oraz Przeszkalania Personelu Latającego Wojskowego Lotnictwa Transportowego; zginęło 7 osób.
30 marca 2010 roku w bazie lotniczej Iwanowo-Siewiernyj doszło do katastrofy startującego samolotu An-72; maszyna runęła na ziemię z wysokości 3 metrów wskutek awarii jednego z silników.